# Marpesia eleuchea
Espèce
Marpesia eleuchea est une espèce d'insectes lépidoptères de la famille des Nymphalidae, de la sous-famille  des Limenitidinae et du genre Marpesia.

## Dénomination
Marpesia eleuchea est le nom donné par Henry Walter Bates en 1865.
Synonyme :Athena eleuchea, Dryard, 1903.

### Noms vernaculaires
Il se nomme en anglais Antillean Dagger Wing.

### Sous-espèces
- Marpesia eleuchea eleuchea présent à Cuba.
- Marpesia eleuchea bahamensis Munroe, 1971 aux Bahamas.
- Marpesia eleuchea dospassosi Munroe, 1971 en République dominicaine.
- Marpesia eleuchea pellenis (Godart, [1824]) qui serait présent aux Antilles[1].

## Description
C'est un grand papillon d'une envergure variant de 65 mm à 83 mm qui possède une fine queue à chaque aile postérieure. Le dessus, de couleur orange, est orné de trois lignes marron foncé.

## Biologie

### Période de vol
Il vole toute l'année.

### Plantes hôtes
Les plantes hôtes de sa chenille sont des Ficus.

## Écologie et distribution
Il réside à Cuba et aux Antilles et il est occasionnellement présent en Floride,.

### Biotope
Il réside dans la forêt tropicale.

### Protection
Pas de statut de protection particulier.

## Philatélie
Ce papillon figure sur une émission de Cuba de 1982 (valeur faciale : 50 c.).